# Specchiolla
Specchiolla is een plaats (frazione) in de Italiaanse gemeente Carovigno.